# Архангельское (Аннинский район)
Арха́нгельское — село в Аннинском районе Воронежской области России, на реке Токай.
Административный центр Архангельского сельского поселения. Восточная часть села с 2004 до 2013 годы входила в состав Островского сельского поселения.

## Население
| 1959  | 2000  | 2005  | 2010  | 2014  | 2015  | 2016  | 2017  | 2018  |
| ----- | ----- | ----- | ----- | ----- | ----- | ----- | ----- | ----- |
| 4035  | ↘2308 | ↘2061 | ↘1920 | ↗2358 | ↘2333 | ↘2266 | ↘2223 | ↘2165 |
| 2019  | 2020  | 2021  |       |       |       |       |       |       |
| ↘2137 | ↘2114 | ↘2069 |       |       |       |       |       |       |

## История
С 1779 по 1923 годы село Архангельское входило в состав Борисоглебского уезда Тамбовской губернии, а с 1864 года было волостным центром. В 1814 году в Архангельском была построена каменная церковь Михаила Архангела, ныне утраченная.
До революции в селе было три школы: две церковно-приходские (Юровская и Архангельская) и одна земская. Директором земской школы был Михаил Яковлевич Иконников.
Купцами-землевладельцами в Архангельском были Орлов, Мильцин, Коретов, Емельянов, Теньков, Доломанов, Шумский. В 1916 году в селе вспыхнул бунт. Причиной его была попытка купца Шумского и кулаков Леденева и Сапронова присвоить лучшие крестьянские земли. Прибыли казаки, но видя единодушие крестьян, от действий отказались.
6 марта 1918 года установлена советская власть. Первым председателем волисполкома стал Владимир Алексеевич Токарев.
В 1925 году организуется ТОЗ, в село поступает первый трактор. В 1929 году образуется первый колхоз, его председатель — Сергей Степанович Фролов.
С 1928 по 1962 год село Архангельское — административный центр одноимённого района. В 1930 году строится Дом культуры, с 1932 года выходит районная газета «Заветы Ильича», появляются почта, телеграф, телефон. Начинают работать больница на 20 коек, врачебная амбулатория, ветеринарный пункт. Вводится в строй электроподстанция.
Кроме раскулаченных крестьян репрессиям было подвергнуто районное руководство: расстреляны секретарь райкома Бондаренко и председатель райисполкома Скляренко.
В годы Великой Отечественной войны комсомольцы собрали 80 тысяч рублей на постройку боевого самолета «Архангельский комсомолец Воронежской области».
В 1952 году вступает в строй инкубаторная станция, закладывается парк. В 1956 году силами четырёх колхозов построен кирпичный завод.
После вторичного укрупнения колхозов в 1958 году создается колхоз «Дружба».
Численность населения в селе к этому времени, по сравнению с началом 1920-х годов, сокращается почти в 3 раза и составляет 3690 человек.
В 1960 году построены кинотеатр, промкомбинат. В 1961 году Архангельская РТС преобразована в «Сельхозтехнику». Автодорога Воронеж — Саратов покрывается асфальтом, в 1963 году через реку Токай построен новый железобетонный мост. В 1974 году в селе строится маслозавод, начинает работать радиоузел.
На территории поселения расположен СХА «Дружба». К 1994 году в его парке насчитывалось 18 тракторов, 20 комбайнов, 28 грузовых автомобилей. Средний надой молока от одной коровы 1679. Показатели работы хозяйства в это время: урожайность зерновых — 15 ц/га, сахарной свеклы — 190, подсолнечника — 15,6. Площадь сельхозугодий колхоза составляет 9960 га.
В 1998 году колхоз преобразован в сельхозартель «Дружба».
Трудные климатические условия, нехватка горючего приводит к снижению урожая, надоев молока. Автопарк практически не обновляется, сельхозартель несёт убытки и является нерентабельным хозяйством.
В 2005 году сельхозартель «Дружба» выкупает МХП «Николаевское» и переименовывает его в ЗАО колхоза «Дружба».
В 2007 году в село пришёл газ
В 2014 году компанией "Молвест" построен крупнейший в Европе молочный комплекс на 7000 голов КРС.
В 2019 году построен «Дом Культуры», на прежнем его месте, в современном формате включающий в себя спортивный комплекс, большой концертный зал.

## Инфраструктура
В селе действует средняя школа, почтовое отделение, около 15 магазинов, отделение Сбербанка.